# United Airlines

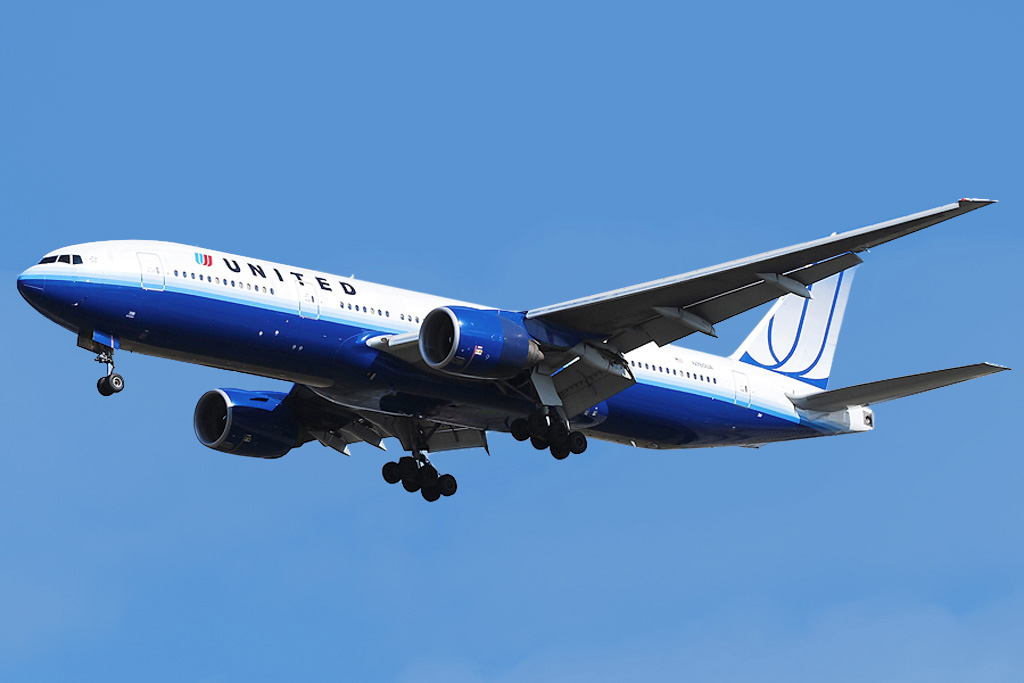
Boeing 777-200 United Airlines ve starém zbarvení společnosti

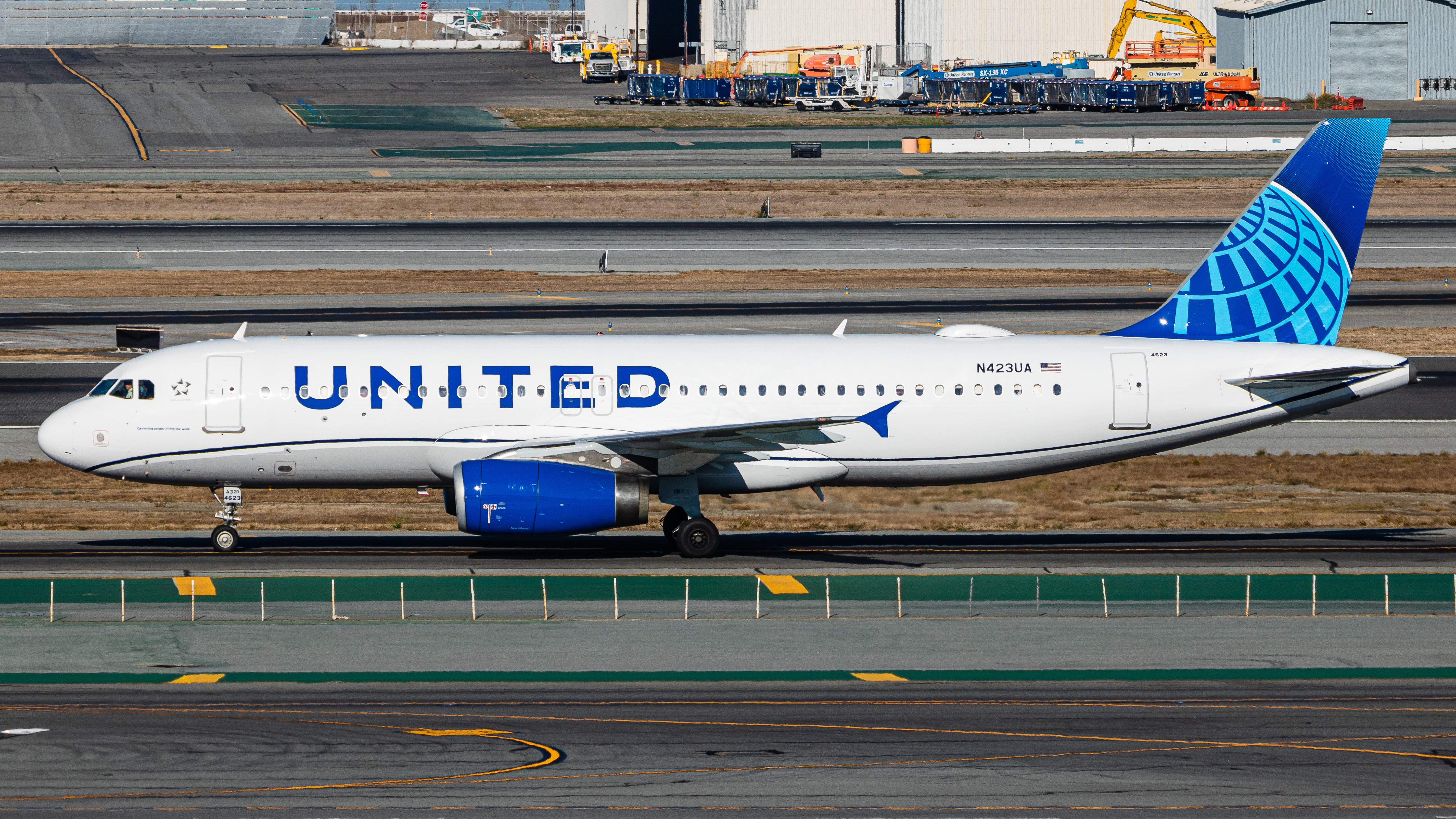
Airbus A320 v novém nátěru (2019)

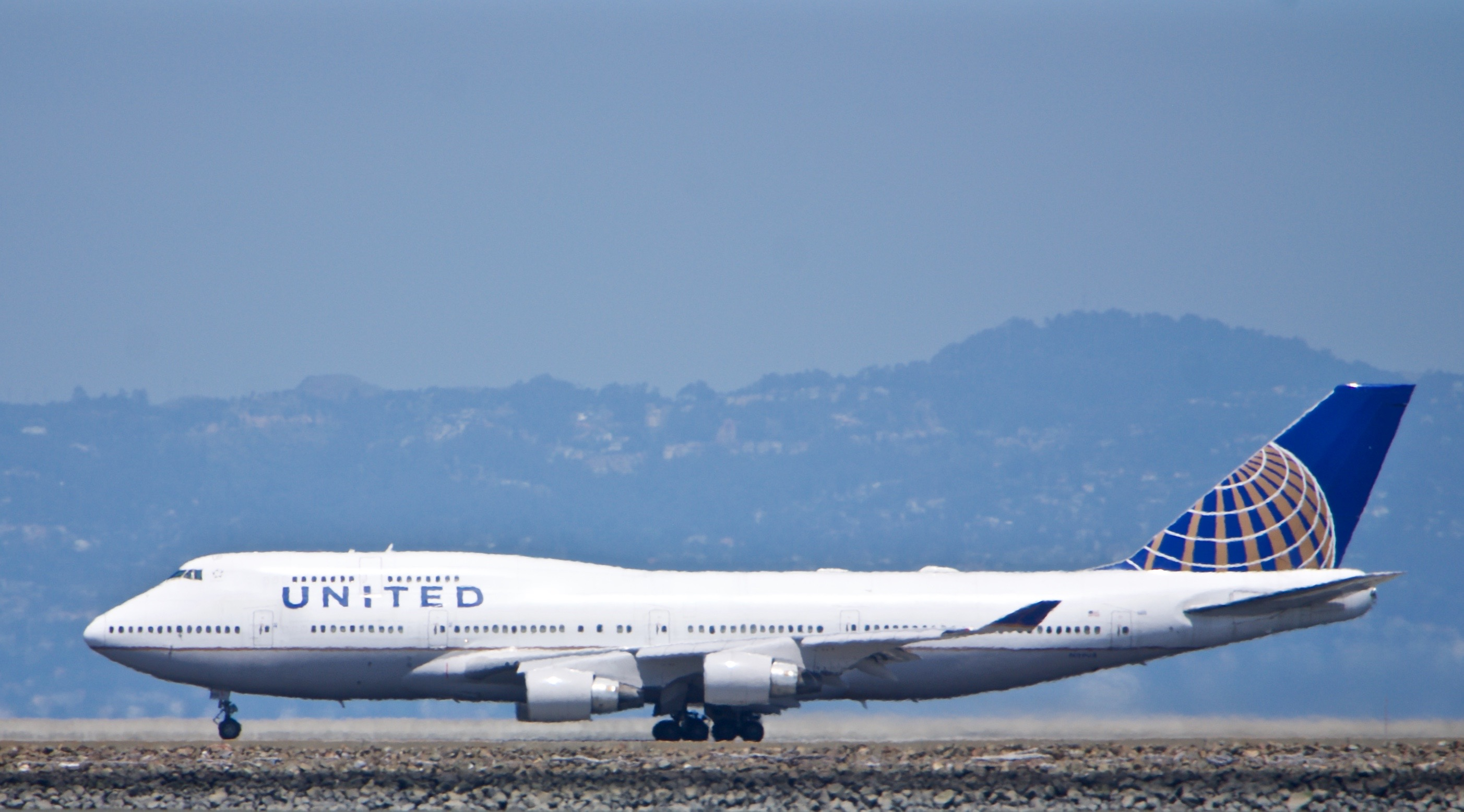
Boeing 747-400 letecké společnosti United Airlines

United Airlines je americká letecká společnost se sídlem v Chicagu. Tato společnost operovala v roce 2016 denně více než 4527 letů do 339 destinací, má základny na mnohých amerických letištích. V lednu 2017 se jednalo o druhou největší leteckou společnost na světě podle velikosti flotily, ta čítá přes 700 letadel. Společnost byla založena 6. dubna 1926 v americkém městě Boise jako Varney Air Lines. V roce 1997 založila spolu s dalšími leteckými společnostmi alianci leteckých společností Star Alliance, do které stále patří.
Od 7. června 2019 létají United Airlines sezónní linku Praha – New York Newark. Nasazují na ní Boeing 767-300ER pro 214 cestujících.

## Flotila
Flotila United Airlines čítala v září 2020 následující letouny průměrného stáří 16 let: